# Waritchaphum (huyện)
Waritchaphum (tiếng Thái: วาริชภูมิ) là một huyện (amphoe) ở  tỉnh Sakon Nakhon Thái Lan.

## Địa lý
Các huyện giáp ranh (từ phía bắc theo chiều kim đồng hồ) là: Sawang Daen Din, Phang Khon, Nikhom Nam Un, Wang Sam Mo của tỉnh Udon Thani, và Song Dao.

## Lịch sử
Tiểu huyện (king amphoe) được thành lập ngày 1 tháng 4 năm 1926 và thuộc Phanna Nikhom, bao gồm tambon Waritchaphum và Pla Lo được tách ra từ huyện Phanna Nikhom cũng như Kham Bo và Nong Lat từ Ban Han (nay là Sawang Daen Din). Đơn vị này đã được nâng cấp thành huyện ngày 10 tháng 3 năm 1953.

## Hành chính
Huyện này được chia thành 5 phó huyện (tambon), các đơn vị này lại được chia ra thành 71 làng (muban). Waritchaphum là thị trấn (thesaban tambon) duy nhất của huyện, nằm trên một phần của the tambon Waritchaphum. Có 5 Tổ chức hành chính tambon.
| STT. | Tên          | Tên Thái | Số làng | Dân số |  |
| ---- | ------------ | -------- | ------- | ------ |  |
| 1.   | Waritchaphum | วาริชภูมิ   | 20      | 13.870 |  |
| 2.   | Pla Lo       | ปลาโหล   | 16      | 11.910 |  |
| 3.   | Nong Lat     | หนองลาด  | 11      | 7.505  |  |
| 4.   | Kham Bo      | คำบ่อ     | 18      | 13.378 |  |
| 5.   | Kho Khiao    | ค้อเขียว   | 6       | 4.404  |  |